# Sergio Camello Pérez
Sergio Camello Pérez (nascut el 10 de febrer de 2001) és un futbolista espanyol que juga com a davanter al Rayo Vallecano.

## Carrera de club
Nascut a Madrid, Camello es va incorporar a l'equip juvenil de l'Atlètic de Madrid el 2009, amb vuit anys, procedent del CDS Las Encinas de Boadilla. Va debutar com a sènior amb el filial el 23 de setembre de 2018, entrant com a substitut a la segona part i marcant l'empat en la victòria fora de casa per 4-2 de Segona Divisió B contra el CDA Navalcarnero.
El 12 de maig de 2019, Camello va marcar un doblet en una derrota per 2-0 fora del Pontevedra CF. Va debutar el seu primer equip –i la Lliga– sis dies després; després d'entrar com a substitut a la mitja part de Thomas Partey, va aconseguir l'empat en un empat a 2 a 2 contra el Llevant UE, convertint-se en el primer jugador nascut al segle XXI a marcar per l'Atleti.
El 31 d'agost de 2021, Camello va passar al CD Mirandés de Segona Divisió en cedit per a la temporada 2021-22. Titular indiscutible, va marcar 15 gols durant la campanya, destacant els doblets contra la UD Las Palmas (victòria per 4-2), el CD Lugo (victòria per 3-2) i la SD Ponferradina (victòria per 3-1).
El 3 d'agost de 2022, Camello va renovar el seu contracte amb l'Atlètic fins al 2026 i es va traslladar al Rayo Vallecano cedit per a la temporada.

## Palmarès
Selecció espanyola
- 1 Medalla d'or en els Jocs Olímpics: 2024[9]